# كوربي مور
كوربي مور (بالإنجليزية: Corby Moore)‏ هو لاعب كرة قدم بريطاني، ولد في 21 نوفمبر 1993 في ساوثهامبتون في المملكة المتحدة. لعب مع إندي إليفن وفوريست غرين ونادي بول تاون ونادي ساوثهامبتون.

## وصلات خارجية
- كوربي مور على موقع قاعدة بيانات كرة القدم.إي يو (الإنجليزية)
- كوربي مور على موقع Soccerway.com (الإنجليزية)
- كوربي مور على موقع AS.com (الإسبانية)